# Chlöe Howl
Chlöe Howl, właśc. Chlöe Howells (ur. 4 marca 1995 w Ascot) – brytyjska wokalistka i autorka tekstów.

## Kariera muzyczna
Urodzona jako Chlöe Howells wokalistka przyszła na świat 4 marca 1995 roku w Ascot. Nietypowe użycie dierezy w pisowni imienia piosenkarki nad literą „o” wynika najprawdopodobniej z jego błędnego zapisu na akcie urodzenia oraz niedopatrzenia rodziców. 
Piosenkarka uczęszczała do Holyport Primary, a następnie do Altwood Church of England School. W latach młodzieńczych zaangażowała się w promocję ekologii oraz zdrowego żywienia. Mając 10 lat nagrała własnym sumptem album świąteczny, którego dochód ze sprzedaży przeznaczyła na pomoc finansową swojej szkoły. Rok później wystąpiła podczas przedstawienia muzycznego The Trollmates, w którym zagrała jednego z czterech śpiewających trolli. Inscenizację wystawiono między innymi w Stanach Zjednoczonych, gdzie poznała aktora Davida Hasselhoffa. Pokaz zaprezentowano także na Wielkim Murze Chińskim z okazji prezentacji maskotki Letnich Igrzysk Paraolimpijskich 2008. Trollowy kwartet wokalny nagrał również okazjonalny album studyjny promujący Igrzyska w Pekinie. 
W wieku 16 lat opuściła szkołę i podpisała kontrakt z wytwórnią Columbia Records. Krótko pracowała w biurze.
5 marca 2013 roku wokalistka wydała swój pierwszy minialbum Rumour, a na pierwszy singiel piosenkarki wybrano utwór „No Strings”, który został soundtrackiem filmu Kick-Ass 2. 2 grudnia 2013 roku została nominowana do nagrody BBC Sound of 2014, a trzy dni później do BRIT Awards 2014 w kategorii wybór krytyków wraz z Ellą Eyre i Samem Smithem. W 2014 roku pojawiła się na liście nowych artystów iTunes, obok Smitha, Laury Welsh, MØ, Luke’a Sital-Singha oraz Dana Crolla, występowała również jako support przed koncertami Ellie Goulding podczas jej europejskiej trasy koncertowej.
Spodziewano się, że jej debiutancki album studyjny Chlöe Howl zostanie wydany w 2014 roku nakładem Columbia Records, jednak w kwietniu 2015 roku poinformowano, iż wokalistka rozstała się z koncernem fonograficznym Sony Music, którego częścią jest Columbia. Tego samego miesiąca piosenkarka wydała nakładem niezależnej wytwórni płytowej Heavenly Songs singiel „Bad Dream”. W maju 2015 roku nawiązała współpracę z włoskim domem mody Fendi, promując ich nowy model okularów przeciwsłonecznych Orchidea. Następnie wokalistka zdecydowała się na przerwę w karierze muzycznej.
Po dwóch latach przerwy, w 2017 roku wokalistka powróciła do śpiewania. 16 czerwca 2017 roku do sprzedaży cyfrowej trafił utwór „Magnetic”, który jest pierwszym singlem zapowiadającym debiutancką płytę wokalistki. Tego samego dnia opublikowano również oficjalny teledysk do utworu, wyreżyserowany przez FourtyFourFilms.

## Dyskografia
Opracowano na podstawie materiału źródłowego.
EP
| Rok                                                      | Dane dot. albumu |
| -------------------------------------------------------- | --- |
| 2013                                                     | \| Rumour \| \| -------------------------------------------------------- \| \| 1. „Rumour” 2. „No Strings” 3. „I Wish I Could Tell You” \| - Wydany: 5 marca 2013 - Wytwórnia: Columbia Records |
| Rumour                                                   | |
| 1. „Rumour” 2. „No Strings” 3. „I Wish I Could Tell You” | |

Single
| Rok                          | Tytuł                     | Najwyższe pozycje na listach | Najwyższe pozycje na listach | Najwyższe pozycje na listach |  |
| Rok                          | Tytuł                     | POL                          | GBR                          | FRA                          |  |
| ---------------------------- | ------------------------- | ---------------------------- | ---------------------------- | ---------------------------- |  |
| 2013                         | „No Strings”              | –                            | 176                          | 182                          |  |
| 2013                         | „I Wish I Could Tell You” | –                            | –                            | –                            |  |
| 2013                         | „Paper Heart”             | –                            | 143                          | –                            |  |
| 2014                         | „Rumour”                  | 4                            | 84                           | –                            |  |
| 2014                         | „Disappointed”            | –                            | –                            | –                            |  |
| 2015                         | „Bad Dream”               | –                            | –                            | –                            |  |
| 2017                         | „Magnetic”                | –                            | –                            | –                            |  |
| 2017                         | „Do It Alone”             | –                            | –                            | –                            |  |
| 2018                         | "Work"                    | -                            | -                            | -                            |  |
| „–” singel nie był notowany. |                           |                              |                              |                              |  |